# エリダヌス座ファイ星
エリダヌス座φ星（エリダヌスざファイせい、φ Eridani、φ Eri）は、エリダヌス座の恒星である。見かけの等級は3.56と、肉眼でもみえる明るさである。年周視差を基に計算した太陽からの距離は、およそ150光年である。非常に速く自転している一方で、化学特異星にも分類されることがあるという困惑する性質を持つ。きょしちょう座・とけい座アソシエーションに属しているとみられる。

## 特徴
エリダヌス座φ星は、晩期B型の準巨星ないし主系列星と位置づけられ、スペクトル型はB8 IV-Vと分類される。表面の有効温度はおよそ12650 Kで、光度は太陽の約135倍、半径は太陽の約2.4倍で、質量は太陽の3.5倍くらいと推定される。

### 自転と変光
TESSの観測結果からエリダヌス座φ星には周期的な光度変化が検出され、周期分析の結果0.344日周期に強い信号がみられた。変光振幅は、0.28ミリ等級と微小である。エリダヌス座φ星は高速自転星としてしられ、自転速度の視線方向成分は240 km/sと測られており、回転変光による光度変化と整合性がある。この変光周期がそのまま自転周期であるとすれば、正味の自転速度は356 km/sに上り、恒星が形を保てる臨界速度の87パーセントに達している。非常に速く自転しているので、恒星の形も楕円体になり、赤道方向の半径は極方向の半径より17パーセント長くなっている。
エリダヌス座φ星は水銀・マンガン星のカタログに収録され、化学特異星ではないかとされるが、これはエリダヌス座φ星の非常に大きい自転速度とは調和しない。特異性は自転による元素の循環があまり起きない場合に発生し、一般的な化学特異星がこれ程高速で自転することは予想されていないからである。実際、紫外線での組成分析からはエリダヌス座φ星が特異星に含められない例が存在し、一方で変光の原因が動径振動にある可能性も指摘されている。

### 星系
エリダヌス座φ星は方向、距離、そして空間運動速度からして、きょしちょう座・とけい座アソシエーションの一員である可能性が非常に高いと考えられる。そのため、アソシエーションの年齢からエリダヌス座φ星の年齢も、およそ4500万年と推定される。
一方、エリダヌス座φ星は南西に約90秒離れた9等星との二重星であるが、この2つの恒星の間には物理的な結びつきはないと考えられている。

## 名称
中国ではエリダヌス座φ星は、天上に植えられている野菜や果物を表すとされる天園（拼音: Tiān Yuán）という星官を、ほうおう座δ星、エリダヌス座χ星、、κ星、s星、θ星、h星、f星、g星、υ4星、υ3星、υ2星、υ1星と共に形成する。エリダヌス座φ星自身は、天園三（拼音: Tiān Yuán sān）すなわち天園の3番星といわれる。